# Veselivka, Novomîrhorod
Veselivka (în ucraineană Веселівка) este localitatea de reședință a comunei Veselivka din raionul Novomîrhorod, regiunea Kirovohrad, Ucraina.

## Demografie
Componența lingvistică a localității Veselivka
     Ucraineană (95,65%)
     Română (3,04%)
     Alte limbi (0,87%)
Conform recensământului din 2001, majoritatea populației localității Veselivka era vorbitoare de ucraineană (95,65%), existând în minoritate și vorbitori de română (3,04%).